# Антимий от Трал
Антимий от Трал или Антемий (Anthemios; на гръцки: Ἀνθέμιος από τις Τράλλεις) e византийски архитект и инженер.

## Биография
Роден е през 474 година в Трал, Лидия (днес Айдън, Турция), един от петимата синове на византийския лекар Стефан от Трал, като така е брат на прочутия лекар Александър от Трал.
По желание на източноримския император Юстиниан I, заедно с Исидор от Милет, Антимий участва в строежа на голямата църква „Света София“ в Константинопол (при повторното й строене от 532 до 537 г., след като е опожарена във въстанието Ника). Според историка Прокопий Кесарийски двамата архитекти получават ръководството на строежа. Антимий създава модела, според Павел Силенциарий (Paulos Silentiarios) той се занимава главно с фундаментите (основите на сградата). Счита се също, че двамата архитекти са проектирали и построили друга константинополска църква – „Св. св. Сергий и Вакх“, известна още като „Малката Света София“.
Юстиниан I на Антемий и Исидор им дава и други строителни задачи, като тази да помогнат за предотвратяване на повторения на катастрофалното наводнение сполетяло и едва неунищожило стратегическия град Дара-Анастасиупол (Δαραί; ’Aναστασιούπολις) в Месопотамия, на границата със Сасанидската империя. Под ръководството на друг архитект и "майстор-строител", наречен Хриз Александрийски те изграждат или участват в изграждането на сложни хидроложки съоръжения, включващи язовирна стена и канализация за за урегулират водите на местната река Кордес, така че да бъдат обезопасени и едновременно - да осигурят достъпно водоснабдяване за всички жители на крепостта. (Според "За строежите" от Прокопий, книга II, гл.1:4 - 3:25).
Антимий Тралийски умира през 534 година в Константинопол на 60-годишна възраст. Съответно по времето на падането на купола на „Света София“ в Константинопол през май 558 г. той вече не е жив.